# 魚峰区
魚峰区（ぎょほう-く）は中華人民共和国広西チワン族自治区柳州市に位置する市轄区。

## 行政区画
- 街道:天馬街道、駕鶴街道、箭盤山街道、五里亭街道、栄軍街道、白蓮街道、麒麟街道、陽和街道
- 鎮:雒容鎮、洛埠鎮、白沙鎮、里雍鎮